# Hexatoma brachycera
Hexatoma brachycera là một loài ruồi trong họ Limoniidae. Chúng phân bố ở miền Tân bắc.